# Jallikattu

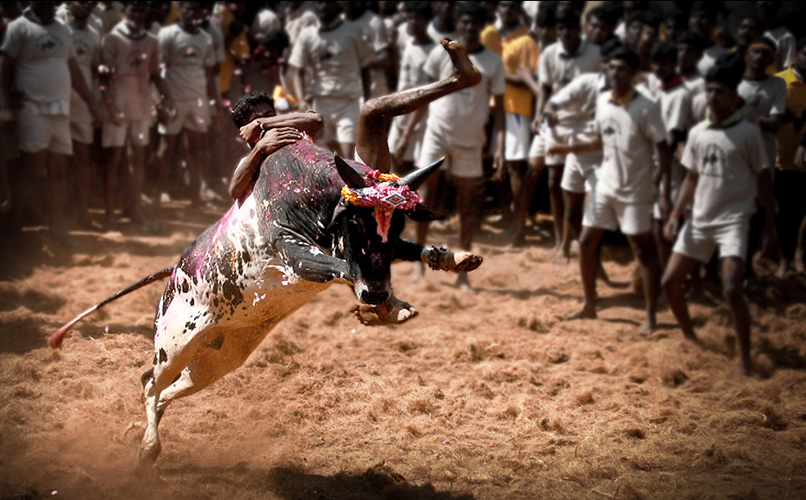
Un joven tomando control del toro en Alanganallur Jallikattu

Jallikattu, Eruthazhuvuthal o Manju Virattu es un deporte de dominación de toros, practicado en Tamil Nadu, India, como parte de la celebración Pongal, un festival de la cosecha que se celebra en año nuevo. Se trata de una de las celebraciones más antiguas de la India. Es una práctica en la que no se produce la muerte del toro. Los festivales en las villas son realizados de enero a julio, cada año. El sostenido en Alanganallur, cerca de Madurai, es uno de los eventos más populares. Se crían razas especiales para este propósito, denominadas Jellicut y Pulikulam.